# Carl Garré
Carl Alois Philipp Garrè (12 de dezembro de 1857 — Ragaz, 6 de março de 1928) foi um cirurgião suíço. Ele provou que o Staphylococcus aureus causa carbúnculos e furúnculos por meio de experimentos em si mesmo e teve uma condição que recebeu seu próprio nome, osteomielite esclerosante de Garre (osteíte esclerosante – forma de osteomielite crônica com periostite proliferativa). Ele foi aluno de Robert Koch e Theodor Kocher.
Ele estudou medicina nas Universidades de Berna e Leipzig, obtendo seu doutorado em 1883. A partir de 1884, foi assistente do cirurgião August Socin (1837–1899) na Universidade de Basileia, onde em 1886 se tornou professor particular de cirurgia e bacteriologia. Em 1889, tornou-se professor associado de cirurgia na Universidade de Tübingen. A partir de 1894, foi professor titular de cirurgia em várias universidades, incluindo as Universidades de Rostock (1894–1901) e Bonn (1907–1926). Ele morreu em Puerto de la Cruz, Tenerife, em 6 de março de 1928.